# 84 a. C.
El año 84 a. C. fue un año del calendario romano prejuliano. En el Imperio romano, fue conocido como el año 670 Ab Urbe condita.

## Acontecimientos
- Fin de la primera guerra mitridática.

## Nacimientos
- Catulo, poeta romano (fecha aproximada) (m. h. 54 a. C.)
- Surena, general parto (m. 52 a. C.)

## Fallecimientos
- Cayo Julio César el Mayor, padre de Cayo Julio César, dictador romano.
- Lucio Cornelio Cinna, cónsul, político y militar romano, asesinado por las tropas amotinadas.